# John Birks
John Birks (1945) is een Britse botanicus. In 1966 behaalde hij een B.A. aan de University of Cambridge. In 1969 behaalde hij hier een PhD. 
Sinds 1987 is hij als hoogleraar  actief aan de universiteit in Bergen (Noorwegen). Hij geeft hier les in paleo-ecologie, ecologie, palynologie en plantkunde. Ook geeft hij les aan University College London.
Birks houdt zich met bezig met pollenanalyse van pollen uit het Kwartair en analyse van de vegetatie en het milieu uit het Kwartair. Daarnaast doet hij onderzoek op het gebied van de ecologie van plantengemeenschappen (vegetatiekunde), plantengeografie, bryologie en floristiek. 
Birks heeft onder meer veldonderzoek verricht in de Alpen (Oostenrijk, Italië, Zwitserland en Slovenië), Mallorca, Portugal, Corsica, Andalusië, de Canarische Eilanden (Tenerife, Gran Canaria), Iran, Minnesota, Florida, Alaska en Yukon, de Rocky Mountains (Verenigde Staten, Canada), de Cascade Range (Washington, Oregon), het noorden van Californië, China, Bhutan, de Drakensbergen (Zuid-Afrika), de Bale Mountains (Ethiopië), Mount Kenya, het noordwesten van India, Nepal, Tasmanië, het zuidoosten van Australië, Tibet, het Zuidereiland (Nieuw-Zeeland) en Patagonië. 
Birks is (mede)auteur of (mede)redacteur van een aantal boeken. Hij is (mede)auteur van artikelen in tijdschriften als Biological Journal of the Linnean Society, Grana, Nordic Journal of Botany , Philosophical Transactions of the Royal Society of London series B, Proceedings of the National Academy of Sciences, Science en Watsonia. Voor een aantal tijdschriften voert hij peer review uit, zoals Grana. 
In 1982 kreeg Birks van de Linnean Society of London de Bicentenary Medal, een onderscheiding voor een bioloog die jonger is dan veertig jaar vanwege uitmuntende prestaties. In 1998 ontving hij een eredoctoraat van de universiteit in Lund. (Zweden). Hij is lid van de Botanical Society of the British Isles en de Botanical Society of Scotland (erelid). 